# Гарбузы (Минская область)
Гарбузы́ (бел. Гарбузы)— деревня в составе Негорельского сельсовета Дзержинского района Минской области Белоруссии. Деревня расположена в 18 километрах от Дзержинска, 53 километрах от Минска и 6 километрах от железнодорожной станции Негорелое.

## Название
Название деревни происходит от белорусского слова гарбуз в множественном числе и переводится как тыква или арбуз.

## История
Деревня известна со 2-й половины XVI века. В 1588 году Гарбузы находятся в Станьковской волости Минского повета Минского воеводства ВКЛ, насчитывалось 30 волок земли. После второго раздела Речи Посполитой в составе Российской империи. В 1800 году — 10 дворов, 41 житель мужского пола, деревня во владении князя Доминика Радзивилла в Минском уезде.
В конце XIX — начале XX века входила в составе Койдановской волости Минского уезда Минской губернии. В 1883 году была построена католическая часовня. В 1897 году — 18 дворов, 141 житель, в революционный 1917 год — 15 дворов, 102 жителя. С 9 марта 1918 года в составе провозглашённой Белорусской Народной Республики, однако фактически находилась под контролем германской военной администрации. С 1 января 1919 года в составе Советской Социалистической Республики Белоруссия, а с 27 февраля того же года в составе Литовско-Белорусской ССР, летом 1919 года деревня была занята польскими войсками, после подписания рижского мира — в составе Белорусской ССР. 
С 20 августа 1924 года в Негорельском сельсовете (с 25 июля 1931 по 23 августа 1937 года — национальный польский сельсовет) Койдановского района Минского округа. С 29 июля 1932 года в составе Дзержинского района, с 31 июля 1937 года в Минском районе. С 20 февраля 1938 года в Минской области, с 4 февраля 1939 года в воссозданном Дзержинском районе. В 1926 году — 25 дворов, 132 жителя. Во время коллективизации создан колхоз.
В Великую Отечественную войну с 28 июня 1941 по 6 июля 1944 года находилась под немецко-фашистской оккупацией. На фронтах войны погибли 7 жителей деревни. В 1970 году — 45 дворов, 168 жителей, центр колхоза «Беларусь». В 1991 году — 273 жителя. 30 сентября 2009 года деревня передана из ликвидированного Негорельского поссовета в Негорельский сельсовет решением Минского областного Совета депутатов.

## Население
| 141   | ↘ 15  | ↗ 102 | ↗ 132 | ↗ 168 | ↗ 273 | ↗ 352 |
| 2004  | 2010  | 2017  | 2018  | 2020  | 2022  |       |
| ↘ 346 | ↘ 342 | ↘ 332 | ↘ 327 | ↘ 315 | ↘ 298 |       |

## Застройка и улицы
Большая часть деревни застроена типичными сельскими домами, однако на новой части деревни имеются небольшие 4-х квартирные дома (около 12 штук) и коттеджи.
Улицы
На территории деревни расположены 7 улиц и переулков:
- Центральная улица (бел. Цэнтральная вуліца);
- Центральный переулок (бел. Цэнтральны завулак);
- Солнечная улица (бел. Сонечная вуліца);
- Лесная улица (бел. Лясная вуліца);
- Подлессная улица (бел. Падлесная вуліца);
- Садовая улица (бел. Садовая вуліца);
- Садовый переулок (бел. Садовы завулк)

## Достопримечательности
- В центре деревни, возле здания правления колхоза «Беларусь» расположен памятник землякам для увековечивания памяти жителей деревни, которые погибли в годы Великой Отечественной войны. В 1981 году был установлен обелиск[10].